# ストロムロ山天文台

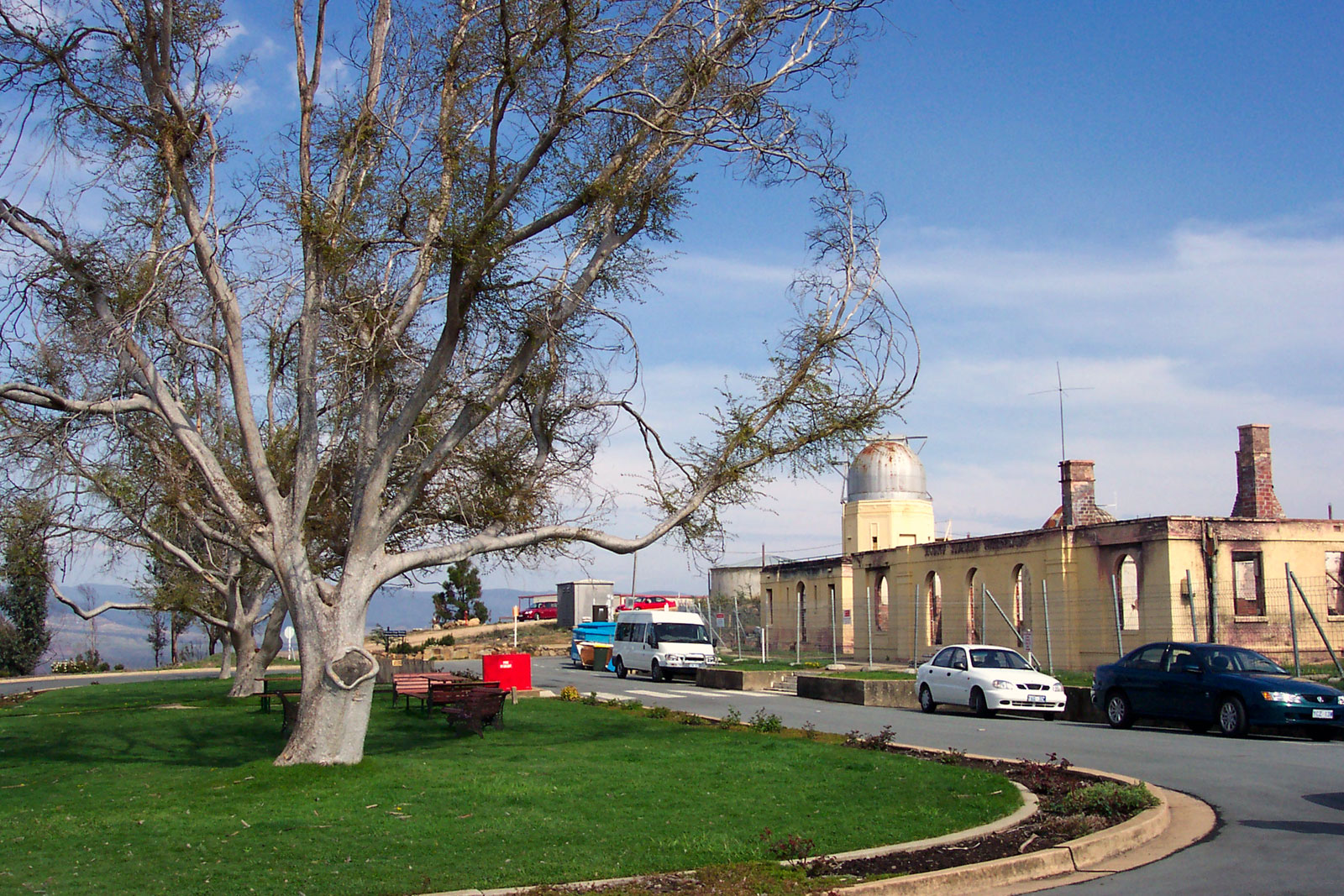
焼け残った以前の本部ビルと、Farnham 望遠鏡のドーム

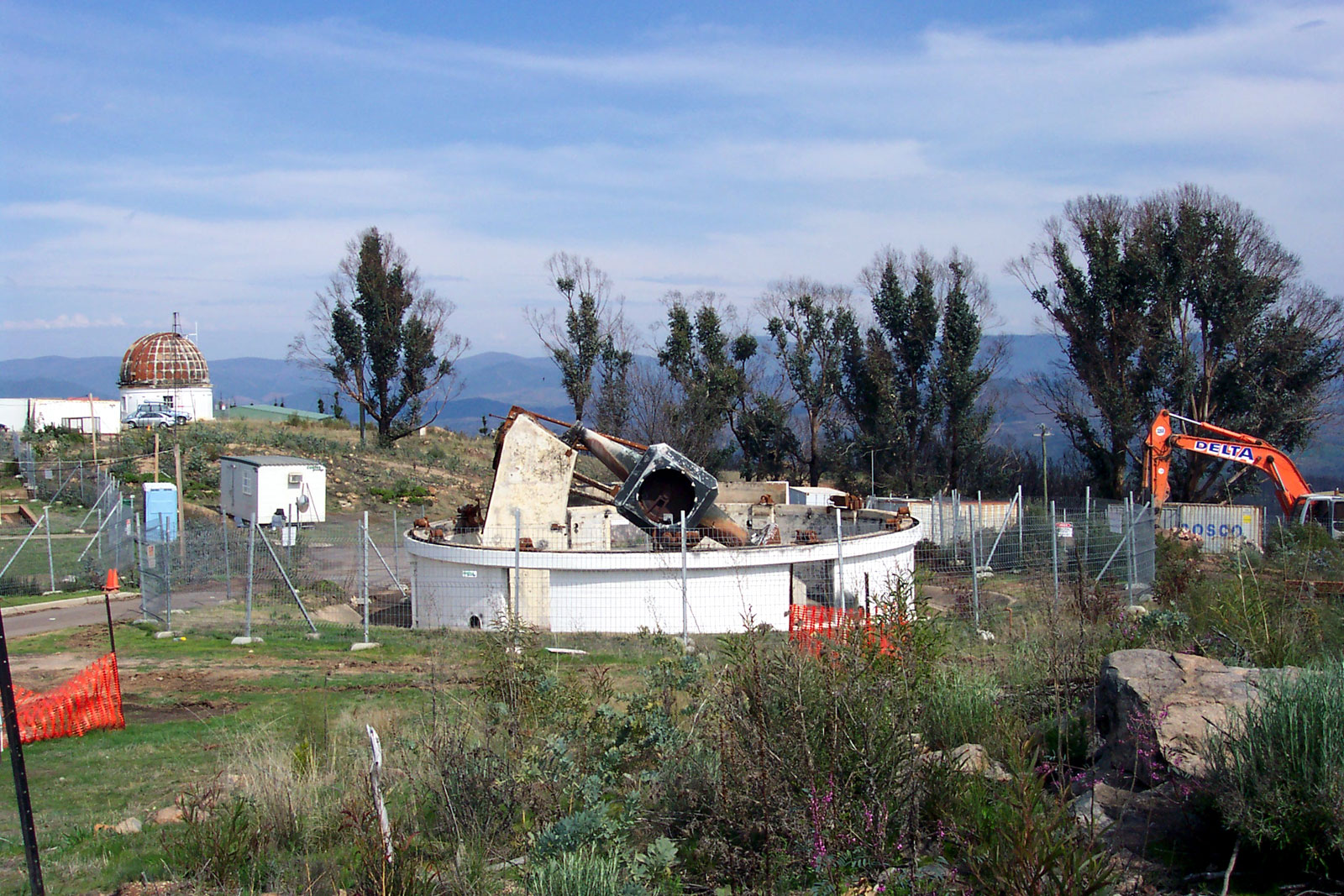
Great Melbourne 望遠鏡 (50インチ) の焼け残った跡

ストロムロ山天文台（ ストロムロさんてんもんだい、Mount Stromlo Observatory、略称：MSO）は、キャンベラ郊外の天文台で、オーストラリア国立大学 (ANU) 、天文・天文物理学研究学校に属する。

## 略史
- 1924年、コモンウェルス太陽天文台として設立
- 第二次世界大戦まで、太陽と大気の観測を行う
- 第2次世界大戦後、天文台は星と銀河の観測調査に移行、The Commonwealth Observatory に改名
- 1946年、オーストラリア国立大学がキャンベラ地域に創設、スタッフ・大学院生が利用し始める
- 1957年、オーストラリア国立大学の機関となる
- 2003年1月18日、キャンベラに山火事が起こり、ストロムロ山（英語版）（松林に囲まれている）は5個の望遠鏡、作業場、建物などが倒壊、唯一 Farnham 望遠鏡（1868年製造、15cm）だけが被害を免れた

- 現在修復・新築中
- 新しい望遠鏡、スカイ・マッパー（英語版）が製造中、ANU の他天文台に設置され、ストロムロ山から遠隔操作される予定

## 位置

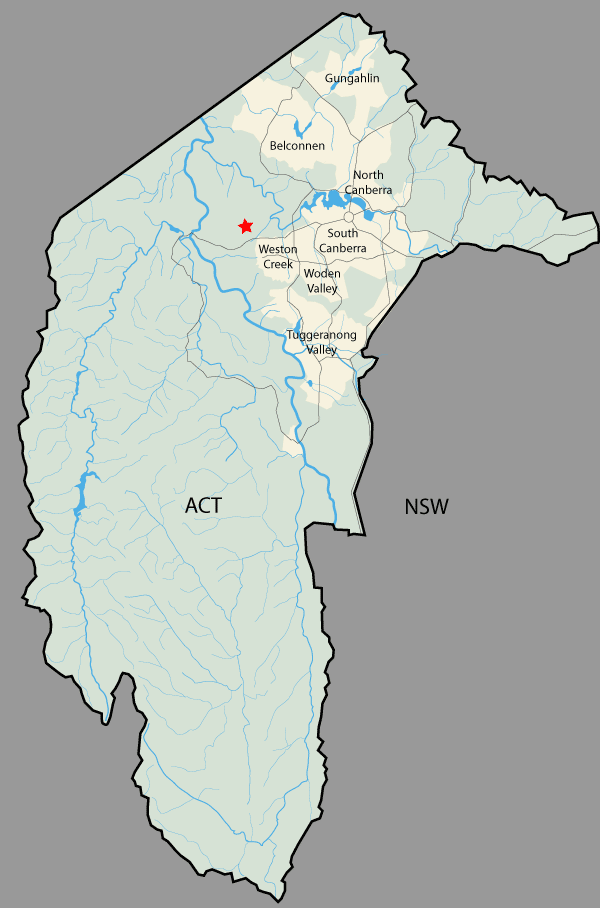
ストロムロ山地域図

ストロムロ山天文台は、海抜770mのストロムロ山、キャンベラ中西部, ウェスタン・クリーク近郊に在る 

キャンベラの上水道給水所が近くに在る。